# Consuelo Escobar
Consuelo Escobar (San Luis Potosí, 19 de noviembre de 1887 - 30 de octubre de 1967) fue una soprano, docente y empresaria mexicana.

## Trayectoria
Estudió en el Conservatorio Nacional de Música, tuvo como maestra de canto a Antonia Ochoa. Después de su graduación marchó a Italia, donde fue alumna del maestro Cottone. A su regreso a México, en 1910, debutó en el Teatro Arbeu en el estreno mundial de la ópera mexicana Nicolás Bravo, con libreto de Ignacio Mariscal, secretario de Relaciones Exteriores del gabinete porfirista, y música de Rafael J. Tello, interpretando a María. Con dicho compositor participó en la Compañía de Ópera Popular (1915) y por aquella época se integró al cuadro lírico de la Compañía Impulsora de Ópera de José Pierson, con la que cantó diversas temporadas en los teatros Iris, Arbeu, Politeama y Nacional. Tiempo después, fue contratada por la San Carlo Opera Company y la Ravigna Park de Chicago, con quienes realizó giras por Estados Unidos en lugares como Texas y Nueva York, actuando a lado de figuras como Tita Ruffo y Rosa Raisa.
En los primeros años de la década de 1920 creó su propia compañía de ópera, Compañía Consuelo Escobar, con la que se presentó numerosas ocasiones en el país y en la cual participaron su esposo Carlos Castro, tenor, y su hermana, la soprano María Luisa Escobar de Rocabruna. Época en la que realizaron grabaciones en Estados Unidos en la empresa Edison.
Su repertorio abarcó personajes de las óperas Carmen, Dinorah, Don Pasquale, Il barbiere di Siviglia, L’elisir d´amore, La sonámbula, La traviata, Les contes d´Hoffman, Les Pêcheurs de perles, Lucia di Lammermoor y Rigoletto. Su última actuación registrada fue en el año 1932 en el Teatro Esperanza Iris (actualmente Teatro de la Ciudad) donde cantó Il barbiere di Siviglia.
Los últimos años de su vida los dedicó a la docencia. Fue maestra de bel-canto en CNM y formó parte del cuerpo de redactores de la revista Cultural Musical del mismo conservatorio. Sus artículos académicos tratan sobre pedagogía musical, técnica vocal, críticas de presentaciones de óperas, y otras temáticas relacionadas con su quehacer musical. Entre sus discípulos se encuentra la cantante Evangelina Magaña.